# Macropodus erythropterus
Espèce
Statut de conservation UICN

 DD  : Données insuffisantes
Macropodus erythropterus est un poisson d'eau douce de la famille des Osphronemidae.

## Distribution
Cette espèce est endémique du Viêt Nam.

## Description
Macropodus erythropterus mesure jusqu'à 65 mm.

## Publication originale
- Freyhof & Herder, 2002 : Review of the paradise fishes of the genus Macropodus in Vietnam, with description of two new species from Vietnam and southern China (Perciformes: Osphronemidae). Ichthyological Exploration of Freshwaters, vol. 13, n. 2, p. 147-167.